# Brackenridgea fascicularis
Brackenridgea fascicularis là một loài thực vật có hoa trong họ Ochnaceae. Loài này được (Blanco) Fern.-Vill. mô tả khoa học đầu tiên năm 1880.